# Simulium yongi
Simulium yongi är en tvåvingeart som beskrevs av Takaoka och Davies 1997. Simulium yongi ingår i släktet Simulium och familjen knott. Inga underarter finns listade i Catalogue of Life.